# Rontignon
Rontignon – miejscowość i gmina we Francji, w regionie Nowa Akwitania, w departamencie Pireneje Atlantyckie.
Według danych na rok 1990 gminę zamieszkiwało 627 osób, a gęstość zaludnienia wynosiła 89 osób/km² (wśród 2290 gmin Akwitanii Rontignon plasuje się na 625. miejscu pod względem liczby ludności, natomiast pod względem powierzchni na miejscu 1277.).